# Mbombela
Mbombela je město v Jihoafrické republice, hlavní město provincie Mpumalanga. Populace města dosáhla v roce 2011 58 672 obyvatel. Leží na Krokodýlí řece ve vzdálenosti 330 km východně od Johannesburgu a 60 km západně od jihoafrické státní hranice s Mosambikem.

## Dějiny
Do roku 2009 se město jmenovalo Nelspruit.